# Mary Sayão Pessoa
Maria da Conceição Sayão Pessoa GCC (Rio de Janeiro, 3 de junho de 1878 — Rio de Janeiro, 31 de outubro de 1958), conhecida como Mary Pessoa, foi a segunda esposa de Epitácio Pessoa, 11.º Presidente do Brasil, e a primeira-dama do país de 1919 a 1922.

## Biografia

### Família

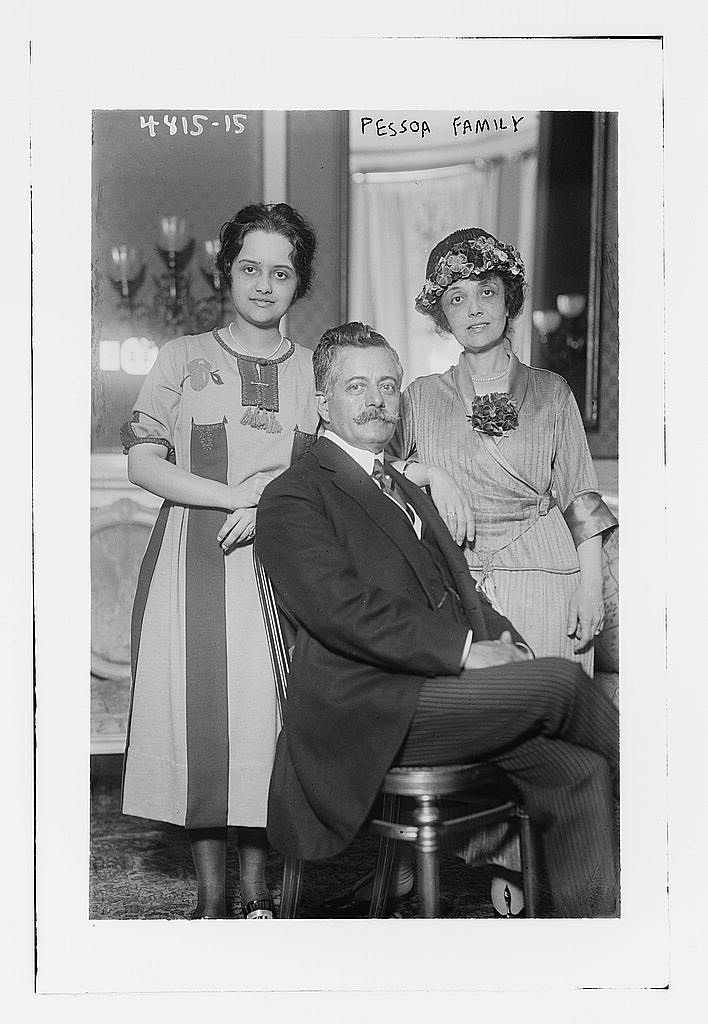
Mary junto de seu marido Epitácio Pessoa e de sua filha mais velha Laura, por volta de 1919.

Natural do Rio de Janeiro, Mary era filha do médico Dr. José Francisco Manso Sayão e de Maria Olímpia de Avelar Brandão, através da qual era bisneta do Marcelino Avelar e Almeida, barão de Massambará e trineta do Laureano Correia e Castro, barão de Campo Belo. Por meio do seu avô materno, Joaquim Eduardo Leite Brandão, tinha vasta ascendência baiana, sendo uma descendente direta de Diogo Álvares Caramuru, um dos primeiros colonizadores do Brasil.

### Casamento e filhas
Casou-se com Epitácio Pessoa em 8 de novembro de 1898, quando tinha vinte anos de idade. O local da cerimônia foi a Igreja da Candelária, no centro do Rio de Janeiro, tendo como oficiante o monsenhor Francisco Hildebrando Gomes Angelim.
Epitácio, que tinha treze anos a mais do que Mary, era viúvo de Francisca Justiniana das Chagas (prima-irmã do sanitarista Carlos Chagas), falecida em abril de 1895, quando deu à luz um menino natimorto.
O casal teve três filhas:
- Laura "Laurita" Pessoa Raja Gabaglia, nascida em 2 de fevereiro de 1901; casada com o engenheiro Edgar de Barros Raja Gabaglia, filho do professor Eugênio de Barros Raja Gabaglia;
- Angelina Pessoa Pardelas, nascida em 15 de novembro de 1907 e falecida em 17 de julho de 1950; casada com o médico Dr. Rafael Garcia Pardelas;
- Helena Pessoa de Lima Câmara, nascida em 10 de agosto de 1909; casada com o veterinário Arquimedes de Lima Câmara.

## Primeira-dama do Brasil
Em setembro de 1920, quando da visita oficial do rei Alberto I da Bélgica ao Brasil, Mary Pessoa coordenou pessoalmente a reforma de um casarão do século XIX no bairro de Laranjeiras, no Rio de Janeiro, para abrigar o rei e sua rainha consorte.
Em 1921, durante o translado dos restos mortais do Imperador Dom Pedro II e da Imperatriz Teresa Cristina ao Brasil, Mary Pessoa foi oficialmente nomeada presidente de honra da comissão de senhoras dirigida pela Baronesa de Loreto, uma dama de companhia e amiga da Princesa Isabel, a qual não se fez presente no evento por motivos de saúde. Durante o cortejo, a primeira-dama e sua filha mais velha Laurita acompanharam no carro presidencial o marido da princesa, o conde d'Eu, e o filho deles, o príncipe Pedro Augusto. Ao chegarem na Capela de Nossa Senhora do Carmo, onde foram dispostos os caixões, eles participaram de uma cerimônia religiosa.
Em 1922, na ocasião da Primeira travessia aérea do Atlântico Sul, Mary Pessoa e seu marido receberam os aviadores no Palácio do Catete, no Rio de Janeiro. Ela se tornou madrinha do hidroavião Fairey Fairey F III-D nº 17 e o batizou como "Santa Cruz".

### Assistencialismo na década de 20
O assistencialismo no país sob o comando da primeira-dama brasileira começou na década de 20, com Mary Pessoa, com suas obras de caridades. Em 1919, fundou a primeira obra de caridade da Casa de Santa Ignez, oferecendo tratamento para trabalhadoras domésticas vítimas de tuberculose, contando com a colaboração das religiosas da Congregação Filhas de Sant'Anna.

### Legião da Mulher Brasileira
Foi presidente de honra da Legião da Mulher Brasileira, instituição destinada a elevar o nível da moral feminina e proteger, sobre múltiplos e nobres aspectos a mulher brasileira.

## Honra
| Insígma | País     | Honra                                                                                   | Data                |
| ------- | -------- | --------------------------------------------------------------------------------------- | ------------------- |
|         | Portugal | Grã-Cruz da Ordem Militar de Cristo, concedida pelo Presidente António José de Almeida. | 7 de junho de 1923. |

## Últimos anos e morte
Mary Pessoa ficou viúva de Epitácio em 1942, quando ele faleceu em sua residência na "Granja Nova Betânia", em Nogueira, na cidade de Petrópolis.. 
Um pouco antes de falecer, em 1958, ela doou ao Museu Histórico Nacional uma série de objetos que recordam fatos de sua vida de seu marido. Faleceu aos 80 anos, no Rio de Janeiro.

## Homenagem
Uma rua na Gávea leva seu nome como homenagem.